# The Palm Beach Post
O Palm Beach Post é um jornal diário americano que serve o condado de Palm Beach, no sul da Flórida, e parte da Treasure Coast. Em 18 de março de 2018, em um acordo histórico no valor de 42,35 milhões de dólares, o Palm Beach Post e o Palm Beach Daily News foram adquiridos pelo New Media Investment Group Inc., de Nova York, que possui e opera o Palm Beach Post, todas as circulações e fontes de mídia digital associadas até hoje.

## História
O Palm Beach Post começou como The Palm Beach County, um jornal semanal estabelecido em 1910. Em 5 de janeiro de 1916, o semanário se tornou uma publicação diária da manhã, conhecida como The Palm Beach Post .
Em 1934, o empresário de Palm Beach, Edward R. Bradley, comprou o Palm Beach Post e o Palm Beach Times, a tarde diariamente (exceto no domingo). Em 1947, ambos foram comprados pelo morador de longa data John Holliday Perry, Sr., dono de uma cadeia de jornais da Flórida de seis diários e 15 semanais. Em 1948, Perry comprou o Palm Beach Daily News, o principal jornal da ilha de Palm Beach, e a revista da sociedade Palm Beach Life.
Em junho de 1969, a Cox Enterprises, com sede em Atlanta, comprou as publicações de Perry em Palm Beach e West Palm Beach e formou a Palm Beach Newspapers, Inc. Cox foi fundado por James M. Cox, ex-governador de Ohio e candidato presidencial democrata de 1920 que construiu uma empresa de mídia que hoje inclui jornais diários; jornais semanais, estações de rádio e televisão; Sistemas de TV a cabo nos EUA, sites de mídia locais na Internet e locais de leilão de automóveis em Mannheim.
Em 1979, o Palm Beach Times foi renomeado para The Evening Times. Em 1987, The Evening Times e The Post se fundiram em um único jornal matutino, sob o nome The Palm Beach Post. Em 1989, todos os ativos e arquivos da publicação vizinha Miami News foram fundidos com o The Palm Beach Post após o fechamento desse documento.
Em 1996, o Palm Beach Post patrocinou a vencedora do Scripps National Spelling Bee, Wendy Guey.
O fotógrafo Dallas Kinney, do Palm Beach Post, ganhou o Prêmio Pulitzer de 1970 por Feature Photography, por seu portfólio de fotos de trabalhadores migrantes da Flórida, Migration to Misery. Posteriormente, os fotógrafos foram finalistas do Pulitzer três vezes.
O editor Edward Sears ganhou o prêmio de Editor do Ano em 2004 pela Editor & Publisher. Sears liderou a redação do Post de 1985 a 2005.
Em 31 de outubro de 2017, o Cox Media Group anunciou seus planos de vender o Palm Beach Post e o Palm Beach Daily News. Em 2018, foi anunciado que a GateHouse Media compraria os jornais por US $ 49,25 milhões, com o acordo sendo fechado em 1º de maio.

## Operações recentes
Em março de 1996, o PalmBeachPost.com foi lançado.
Em junho de 2008, os líderes do Post decidiram se concentrar na principal área de leitores do Condado de Palm Beach e no sul do Condado de Martin. À medida que o número de leitores digitais aumenta, os leitores de impressão diminuem. Diante da crise econômica e de uma indústria em transformação, o The Post reduziu sua folha de pagamento de 1.350 para cerca de 1.000 e fecha agências em Stuart, Port St. Lucie e Delray Beach.
Em dezembro de 2008, o The Post fechou suas impressoras e mudou-se para a fábrica de Deerfield Beach, no Fort Lauderdale Sun-Sentinel.
Em 18 de março de 2018, o Palm Beach Post foi vendido ao New Media Investment Group Inc., com sede em Nova York, em um acordo histórico no valor de US$ 42,35 milhões.
Em agosto de 2018, a equipe digital do The Post lançou a equipe de Audiência Digital GateHouse Florida para expandir o público digital da GateHouse na Flórida.
Em 4 de abril de 2019, o editor de longa data do Posts Tim Burke aceitou uma posição lucrativa no valor de centenas de milhares de dólares com o LRP Media Group após a venda do Palm Beach Post e todos os subsídios ao Conglomerado de Nova York, New Media Investment Group. Atualmente, o LRP está registrado como um grupo de pesquisa política no estado da Flórida.
- 89.397: circulação de impressão de domingo, média anual (2018)
- 64.978: circulação de impressão de segunda a sábado, média anual (2018)
- 45.478: circulação impressa e eletrônica de segunda a domingo, média anual (2019).